# Isaac Arthur Preece
Isaac Arthur Preece (1907–1964) fue un bioquímico y científico británico.Fue la primera persona en sugerir la adición de sulfato de amonio en el proceso de elaboración de cerveza.

## Biografía
Nació el 19 de marzo de 1907 en el 90 de Worcester Street de Birmingham, hijo de Isaac Arthur Preece, un fabricante de cunas, y su esposa, Isabel de Wright. Fue educado en la Escuela Secundaria Central de Birmingham.

Estudió Química en la Universidad de Birmingham ganando dos de posgrado de doctorado (DSc y Doctorado). Desde alrededor de 1930 comenzó su docencia en Bioquímica, con un énfasis en la elaboración de la cerveza, en la Universidad Heriot-Watt University. Estuvo aquí durante toda su vida laboral, dado que ocupaba el único papel de Profesor de elaboración de Cerveza y el de Bioquímica.
Durante la Segunda Guerra Mundial, desempeñó un papel del gobierno como Senior en la Oficinas de Identificaciones del Gas.
En 1949 fue elegido para la Real Sociedad de Edimburgo.Sus proponentes fueron James Cameron Smail, William Ogilvy Kermack, Guy Frederic Marrian y Hugh Bryan Nisbet.
Murió el 12 de agosto de 1964 en Suiza a la edad de 57 años.

## Publicaciones
- - Barley and Malt: Biology, Biochemistry, Technology (1930)
  - The Biochemistry of Brewing (1954)
  - Malting, Brewing and Allied Processes (1960)